# Kirill Marushchak
Kirill Valeryevich Marushchak (tiếng Nga: Кирилл Валерьевич Марущак; sinh ngày 16 tháng 5 năm 1986) là một cầu thủ bóng đá người Nga. Anh thi đấu cho F.K. Luch-Energiya Vladivostok.